# DeWanda Wise
DeWanda Wise, pseudonimo di DeWanda Jackson (Jessup, 30 maggio 1984), è un'attrice statunitense.

## Biografia
Wise è famosa per aver interpretato il ruolo di Nola Darling, protagonista della serie Netflix She's Gotta Have It, diretta da Spike Lee e andata in onda nell'autunno del 2017. Nel 2021 ottiene il ruolo di Kayla Watts, recitando a fianco di Chris Pratt, Bryce Dallas Howard, Isabella Sermon, Sam Neill, Jeff Goldblum, Laura Dern e BD Wong nel film Jurassic World - Il dominio, diretto da Colin Trevorrow, uscito nelle sale il 2 giugno 2022.

## Filmografia

### Cinema
- Spinning Into Butter, regia di Mark Brokaw (2007)
- Steam, regia di yle Schickner (2007)
- Smoking Nonsmoking, regia di Alyssa R. Bennett (2011)
- Knucklehead, regia di Ben Bowman (2015)
- How to Tell You're a Douchebag, regia di Tahir Jetter (2016)
- The Weekend, regia di Stella Meghie (2018)
- Someone Great, regia di Jennifer Kaytin Robinson (2019)
- Un padre (Fatherhood), regia di Paul Weitz (2021)
- Jurassic World - Il dominio (Jurassic World: Dominion), regia di Colin Trevorrow (2022)
- Poolman, regia di Chris Pine (2023)
- Imaginary, regia di Jeff Wadlow (2024)

### Televisione
- Law & Order: Criminal Intent – serie TV, episodio 6x11 (2007)
- Law & Order - Unità vittime speciali (Law & Order: Special Victims Unit) – serie TV, episodio 12x14 (2011)
- Boardwalk Empire - L'impero del crimine (Boardwalk Empire) – serie TV, episodio 2x04 (2011)
- The Good Wife – serie TV, episodio 2x10 (2011)
- Law & Order - Unità vittime speciali (Law & Order: Special Victims Unit) – serie TV (2011)
- Firelight, regia di Darnell Martin – film TV (2012)
- The Mentalist – serie TV, episodio 6x22 (2014)
- Sorta My Thing – serie TV, episodi 1x03-1x04 (2015)
- Underground – serie TV, 5 episodi (2017)
- Shots Fired – serie TV, 10 episodi (2017)
- She's Gotta Have It – serie TV, 19 episodi (2017-2019)
- The Twilight Zone – serie TV, episodio 1x06 (2019)
- Three Women – serie TV, 10 episodi (2024)

## Doppiatrici italiane
Nelle versioni in italiano delle opere in cui ha recitato, DeWanda Wise è stata doppiata da:
- Benedetta Degli Innocenti in Un padre, Jurassic World - Il dominio, Imaginary
- Chiara Gioncardi in Someone Great, Poolman
- Debora Magnaghi in She's Gotta Have It